# Wu Tsung-Che
Wu Tsung-Che (1 de agosto de 1965) es un deportista taiwanés que compitió en taekwondo. Ganó dos medallas en el Campeonato Asiático de Taekwondo en los años 1982 y 1988.

## Palmarés internacional
| Representando a China Taipéi |                     |                  |           |
| Campeonato Asiático          |                     |                  |           |
| Año                          | Lugar               | Medalla          | Categoría |
| 1982                         | Singapur (Singapur) | Medalla de oro   | –68 kg    |
| 1988                         | Katmandú ()         | Medalla de plata | –76 kg    |